# 塔纳劳特县
塔纳劳特县（印尼语：Kabupaten Tanah Laut）是印度尼西亚南加里曼丹省的一个县，位于加里曼丹岛东南部，县治在珀莱哈里。2010年普查，全县有人口296,333人。塔纳劳特县是加里曼丹岛最靠南的地方。